# Force of Habit
Force of Habit peti je studijski album američkog thrash metal sastava Exodus. Album je objavljen 17. kolovoza 1992. godine, a objavila ga je diskografska kuća Capitol Records. Pjesme na albumu su odmak od thrash metal stila Exodusa i sporije su i eksperimentalnije. Mnogi naslovi pjesama su uobičajene figure govora.
Force of Habit je posljednji album Exodusa do koncertnog albuma Another Lesson in Violence objavljen 1997. i posljednji studijski album do albuma Tempo of the Damned objavljen 2004. godine. Također je posljednji album sastava na kojem je bubnjeve svirao John Tempesta i jedini na kojem je bas-gitaru svirao Michael Butler i jedini na kojem se pojavljuje novi logotip sastava. Album je ponovo objavljen 2008. godine s dodatnim pjesmama s japanskog izdanja. Force of Habit bio je drugi i posljednji album sastava koji sadrži više od jedne obrade pjesme.

## Recenzije
Force of Habit zadobio je mješovite kritike. Roch Parisien sa stranice AllMusic dodijelio je albumu tri zvjezdice od pet te navodi da "Exodus malo usporava tempo, spušta gitare u registar i daje thrashu malo prostora za disanje". Gitarist Gary Holt na Metal Evolution je to izjavio da Force of Habit je njegov najmanje omiljeni album Exodusa.
Force of Habit bio je prvi album sastava koji nije završio na ljestvici Billboard 200 od albuma Bonded by Blood.

## Popis pjesama
| 1.    | »Thorn in My Side«                    | 4:06  |
| 2.    | »Me, Myself & I«                      | 5:04  |
| 3.    | »Force of Habit«                      | 4:18  |
| 4.    | »Bitch« (obrada The Rolling Stonesa)  | 2:48  |
| 5.    | »Fuel for the Fire«                   | 6:04  |
| 6.    | »One Foot in the Grave«               | 5:15  |
| 7.    | »Count Your Blessings«                | 7:31  |
| 8.    | »Climb Before the Fall«               | 5:38  |
| 9.    | »Architect of Pain«                   | 11:01 |
| 10.   | »When It Rains It Pours«              | 4:20  |
| 11.   | »Good Day to Die«                     | 4:47  |
| 12.   | »Pump It Up« (obrada Elvisa Costella) | 3:09  |
| 13.   | »Feeding Time at the Zoo«             | 4:38  |
| 68:39 |                                       |       |

| Dodatne pjesme iz izdanja iz 2008. godine. | Dodatne pjesme iz izdanja iz 2008. godine. | Dodatne pjesme iz izdanja iz 2008. godine. | Dodatne pjesme iz izdanja iz 2008. godine. | Dodatne pjesme iz izdanja iz 2008. godine. | Dodatne pjesme iz izdanja iz 2008. godine. | Dodatne pjesme iz izdanja iz 2008. godine. | Dodatne pjesme iz izdanja iz 2008. godine. | Dodatne pjesme iz izdanja iz 2008. godine. | Dodatne pjesme iz izdanja iz 2008. godine. |
| Br.                                        | Skladba                                    | Trajanje                                   |                                            |                                            |                                            |                                            |                                            |                                            |                                            |
| ------------------------------------------ | ------------------------------------------ | ------------------------------------------ | ------------------------------------------ | ------------------------------------------ | ------------------------------------------ | ------------------------------------------ | ------------------------------------------ | ------------------------------------------ | ------------------------------------------ |
| 14.                                        | »Crawl Before You Walk«                    | 3:59                                       |                                            |                                            |                                            |                                            |                                            |                                            |                                            |
| 15.                                        | »Telepathetic«                             | 4:48                                       |                                            |                                            |                                            |                                            |                                            |                                            |                                            |
| 76:26                                      |                                            |                                            |                                            |                                            |                                            |                                            |                                            |                                            |                                            |

## Zasluge
| Exodus - Steve "Zetro" Souza – vokali - Gary Holt – gitara - Rick Hunolt – gitara - Michael Butler – bas-gitara - John Tempesta – bubnjevi | Ostalo osoblje - Steve Thompson – miks - Michael Barbiero – miks - Chris "Wood" Marshall – inženjer zvuka (pomoćnik) - Sarah "Flygirl" Bedingham – inženjer zvuka (pomoćnik) - Ralph Steadman – naslovnica - George Marino – mastering - Marc Senasac – inženjer zvuka (dodatni), remiks - Chris Tsangarides – produkcija, inženjer zvuka |